# Tereziánský Karmel
Tereziánský Karmel je reformní odnož karmelitánského řádu, vzniklé roku 1568 z obnovného hnutí španělských světců Terezie z Ávily (1515–1582) a Jan od Kříže (1542–1591). Ti usilovali o navrácení a rozvíjení Karmelu cesty vedoucí zpět k pramenům.

## Charakteristika

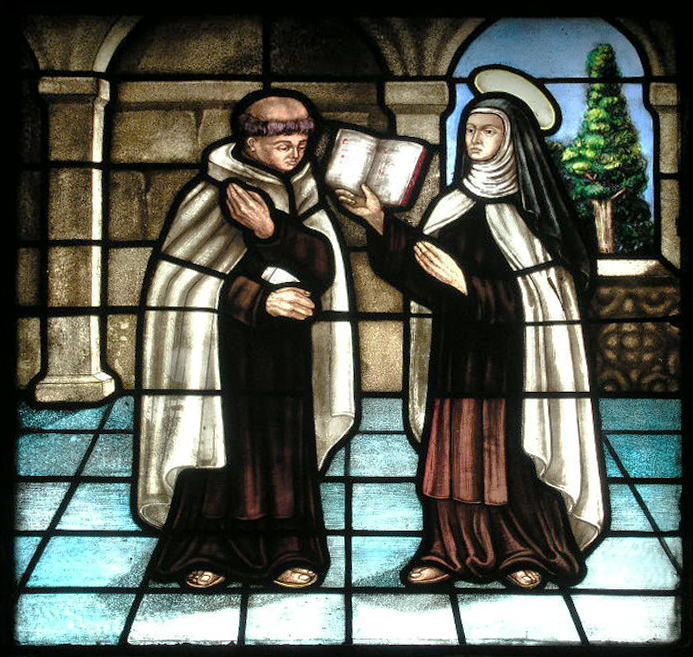
Sv. Terezie z Ávily a sv. Jan od Kříže. Vitrážové okno v Convento de Santa Teresa v Ávile

Reformní křídlo bývá označováno také jako bosí karmelitáni (Discalceaten), k němuž kromě bosých karmelitánek a bosých karmelitánů patří další různé kongregace terciárních řádů, sekulární instituty a laické hnutí bratrstev. Řád bosých karmelitánů se označuje řádovou zkratku OCD (z latinského Ordo Carmelitarum Discalceatorum). Starší větev řádu, karmelitáni, má řádovou zkratku O. Carm. Laickým společenstvím karmelitánské rodiny je právě Společenství Tereziánského Karmel TKG, zkráceně OCDS (Ordo Carmelitarum Discalceatorum saecularis). 

## Představený
V roce 2009 byl ve Fátimě za nového hlavním představeným Tereziánského Karmelu zvolen páter Saverio Cannistrà.